# William Heard Kilpatrick
William Heard Kilpatrick nació el 20 de noviembre de 1871, en White Plains, Georgia en los Estados Unidos-13 de febrero de 1965), hijo primogénito del Reverendo Dr. James Hines Kilpatrick y de su segunda mujer, Edna Perrin Heard. Se graduó como maestro en la Universidad de Mercer y realizó estudios de posgrado en la Universidad Johns Hopkins. A sus inicios como maestro se interesó en las teorías de algunos pedagogos de la educación activa como Johann Heinrich Pestalozzi y Parker, en quienes se inspiró para plantear la teoría de que " El aprendizaje se produce de mejor manera cuando es consecuencia de experiencias significativas, ya que esto le permite al estudiante ser copartícipe en la planificación, producción y comprensión de una experiencia".
Cuando conoce a John Dewey, se involucra y convierte en líder de un movimiento para modificar los sistemas educativos en los Estados Unidos. En ese tiempo recibe su doctorado en la Universidad de Columbia.
En 1918 presenta formalmente su teoría sobre la método de proyectos. El método se fundamenta en la creencia de que los intereses de los niños y jóvenes deben ser la base para realizar proyectos de investigación, y éstos deben ser el centro de proceso de aprendizaje. Él afirma que el aprendizaje se vuelve más relevante y significativo si parte del interés del estudiante. Según Kilpatrick, hay cuatro fases en la elaboración de un proyecto: La propuesta, la planificación, la elaboración y la evaluación; y es el estudiante quien debe llevar a cabo estas cuatro fases y no el profesor.
Kilpatrick es partidario de que los centros educativos respeten la individualidad de sus estudiantes, sin descuidar los intereses del grupo.
Fue muy crítico con el método Montessori, por entonces muy popular en Estados Unidos
- Datos: Q723615